# 文成公主 (笙協奏曲)
《文成公主》是由中國作曲家高揚、張式功、唐富共同创作的笙協奏曲，以改革樂器26簧傳統笙演奏，是中國第一部大型笙協奏曲。該曲動機採用戲曲、吹打樂曲牌《萬年歡》，並加入藏族古典宮廷歌舞「囊瑪」的音調、藏族民間舞蹈「堆諧」的節奏。
《文成公主》背景為唐朝文成公主和親吐蕃的故事，共分成〈大唐盛景，公主倩容〉、〈藏使求婚，長安惜別〉、〈風雪途中，文成思鄉〉、〈婚禮大典，漢藏合歡〉四個樂章。

## 背景
根據唐富口述，1980年8月的瀋陽音樂週上，隸屬黑龍江省歌舞劇院的高揚、唐富和隸屬吉林民族樂團的張式功決定創作一首協奏曲，在次年的長春音樂週演出，獲吉林民族樂團團長支持。高揚把原本為琵琶所作的一首「半成品」作為初稿，擴寫成《文成公主》，1981年初三人於長春再聚時，張式功擬了二稿。由於高主要擅長笛子和二胡、張主要擅長二胡，唐富在口述歷史中形容二稿是「四不像」。本身演奏笙的唐富其後依據笙的演奏特性修改之，再交由高揚續修。當年春，唐富作第三稿，加入第四樂章的華彩樂段。樂曲於是年首演。:16-17
唐富於口述歷史中表示《文成公主》對他來說「已經是生命中的一部份」，高揚、張式功逝世前後相差不到一星期，截至2018年7月為止，僅剩唐富仍健在。:18

## 風格
張式功為“关东乐派”作曲家之一，此曲的中、西技法並用，也無意間顯現了該乐派的作曲個性。:19-21

## 結構
樂曲共由四個樂章組成。

### 第一樂章〈大唐盛景，公主倩容〉
第一樂章開板點題，引子以四個小節和音連奏，奏出頌歌般的慢板主題旋律，該段旋律為戲曲曲牌《萬年歡》和藏族古典宮廷歌舞「囊瑪」的融合。隨後轉入既熱情又歡快的小快板旋律，反覆後由D大調羽調式進入A羽調式，旋律提升五度，並加入嗩吶，表現唐朝盛世。
文成公主主題，笙以花舌、滑音等技巧表現文成公主的容貌，以中後段傳統和聲和單音交替出現處為樂章高潮。

### 第二樂章〈藏使求婚，長安惜別〉
該樂章由三個樂段構成。開頭合奏以低音嗩吶和莊嚴的打擊樂展開序奏。其後借用藏族民間舞蹈「堆諧」的節奏，混合崑曲曲調和藏族音樂。獨奏笙的旋律為連續附點音型，加上打音。

### 第三樂章〈風雪途中，文成思鄉〉
具有戲劇性的第三樂章為自由三段體式結構。

### 第四樂章〈婚禮大典，漢藏合歡〉
樂章一開始稍自由的引子模仿西藏民族樂器銅欽，後為小快板，節奏、音型簡單，後面有一段華彩樂段。末尾速度增快，力度也增強，統一在主和弦上結束樂曲。